# 長峡町
長峡町（ながおちょう）は、大阪府大阪市住吉区にある町名。丁番を持たない単独町名である。

## 地理
住吉区の西部に位置し、東に住吉、北に東粉浜、西に住之江区浜口東、南に住之江区安立と接している。

## 歴史

### 沿革
- 1872年（明治5年）、住吉大社の境内地より、安立町新田起立。
- 1882年（明治15年）、安立町新田を長峡町に改称。
- 1889年（明治22年）、町村制の施行により、大阪府住吉郡長峡町は、墨江村の大字となる。
- 1896年（明治29年）、郡の統廃合により、東成郡の所属となる。
- 1925年（大正14年）、大阪市に編入され、大阪府東成郡墨江村大字長峡は、大阪市住吉区長峡町となる。
- 1981年（昭和56年）、住居表示実施。一部が東粉浜1 - 3丁目・住吉1 - 2丁目となる[5]。

## 世帯数と人口
2024年（令和6年）9月30日現在の世帯数と人口は以下の通りである。
| 町丁   | 世帯数  | 人口    |
| ------ | ------- | ------- |
| 長峡町 | 614世帯 | 1,010人 |

### 人口の変遷
国勢調査による人口の推移。
| 1995年（平成7年）  | 808人   | [ 6 ]  |  |
| 2000年（平成12年） | 840人   | [ 7 ]  |  |
| 2005年（平成17年） | 1,014人 | [ 8 ]  |  |
| 2010年（平成22年） | 1,090人 | [ 9 ]  |  |
| 2015年（平成27年） | 1,047人 | [ 10 ] |  |
| 2020年（令和2年）  | 1,072人 | [ 11 ] |  |

### 世帯数の変遷
国勢調査による世帯数の推移。
| 1995年（平成7年）  | 427世帯 | [ 6 ]  |  |
| 2000年（平成12年） | 422世帯 | [ 7 ]  |  |
| 2005年（平成17年） | 525世帯 | [ 8 ]  |  |
| 2010年（平成22年） | 571世帯 | [ 9 ]  |  |
| 2015年（平成27年） | 523世帯 | [ 10 ] |  |
| 2020年（令和2年）  | 640世帯 | [ 11 ] |  |

## 学区
市立小・中学校に通う場合、学区は以下の通りとなる。なお、小学校・中学校入学時に学校選択制度を導入しており、通学区域以外に住吉区の小学校・中学校から選択することも可能。
| 番・番地等               | 小学校               | 中学校               |
| ------------------------ | -------------------- | -------------------- |
| 1〜2番 3番1～13号 4～9番 | 大阪市立墨江小学校   | 大阪市立墨江丘中学校 |
| 3番14号                  | 大阪市立東粉浜小学校 | 大阪市立住吉中学校   |

## 事業所
2021年（令和3年）現在の経済センサス調査による事業所数と従業員数は以下の通りである。
| 町丁   | 事業所数 | 従業員数 |
| ------ | -------- | -------- |
| 長峡町 | 79事業所 | 508人    |

## 交通

### 鉄道
- 南海電気鉄道
  - 南海本線 住吉大社駅

## 施設
- 住吉大社前郵便局
- みずほ銀行 住吉支店
- りそな銀行 住吉支店

## その他

### 日本郵便
- 〒558-0044[3]（集配局：住吉郵便局[15]）